# トミー・マーサー
アンソニー・メイウェザー（Anthony Gregory Mayweather、1985年2月21日 - ）は、アメリカ合衆国のプロレスラー。オハイオ州クリーブランド出身。クリムゾン（Crimson）のリングネームで知られる。

## 来歴
オハイオ州のクリーブランドにて母子家庭で生まれ育ち、ノースリッジビル高校進学後は音楽活動、スポーツではアメリカンフットボールとバスケットボールを掛け持ちして活動。しかし、スポーツ奨学金などの資格が得られなかったことから続けることができなかった。高校卒業後、大学へ進学するための資金集めとしてアメリカ陸軍に入隊。第101空挺師団に所属することになり、イラクへと派遣され5年間活動した。
イラク滞在中にプロレスラーになることを決意し、帰国後にNWAが運営するNWAメインイベントレスリングスクールにてトレーニングを開始。トレーナーであるジェフ・ダニエルズからプロレスの知識を学び、2007年にテネシー州のナッシュビルで行われたNWAメインイベントの大会にてデビューを果たした。2009年10月にはROHに参戦。2010年6月3日にNWAメインイベントにて行われた試合ではNWAミッドアメリカンTV王座のチャンピオンであるマット・ボイスに挑戦し、ベルトを奪取した。
2010年9月8日にTNAでのトライアウトに挑戦し、ジェイ・リーサルとダークマッチを行うも敗北。以後トライアウトに数度挑戦し、12月4日フロリダ州のオーランドで行われたガットチェック・ワークショップ・トライアウトでのネイコ戦で勝利し、TNAと契約を結んだ。12月10日に放送されたImpact Wrestlingにてアメージング・レッドの弟であるリトル・レッド（Little Red）というギミックで登場。しかし、ギミックに問題がありすぐに練り直され、2011年1月13日の放送で現在使われているリングネームであるクリムゾン（Crimson）で再登場。上層部からの期待の表れかデビュー間もないながらもトップどころと試合を行い、またスコット・スタイナーとタッグを組んで活動。スタイナーとのタッグ解消後はシングルで活動し、6月12日に行われたPPV、Slammiversary IXではサモア・ジョーと対戦し、勝利。そして6月16日の放送において10月に行われる年間最大のPPVであるBound for Gloryにて優勝者はTNA世界ヘビー級王座に挑戦することができるトーナメント戦であるBound for Glory Seriesに参加。順調に勝ち星を挙げるも8月に足首を負傷し、途中棄権することとなった。9月より復帰し、10月のPPV、Bound for Gloryではサモア・ジョー、マット・モーガンとの3Wayマッチを制し、11月のPPVであるTurning Pointではマット・モーガンと直接対決を行い勝利。Bound for Gloryでの対戦からモーガンとは友情が芽生えていたことにより、試合後にはお互いを健闘し合った。11月17日の放送においてモーガンとタッグを組み、メキシカン・アメリカからTNA世界タッグチーム王座を奪取した。
TNA世界タッグチーム王座陥落後、レスリング技術やマイクパフォーマンスに改善する余地があるために2012年8月より傘下団体のOVWへと降格。OVWではメインイベントでの出場が多かったものの2013年7月3日、TNAから解雇となった。
TNA解雇後、9月6日にインディー団体で活動していた時期に参戦していたNWA加盟団体のSAW（Southern All-Star Wrestling）に復帰。復帰第1試合目ながらホットロッド・ビッグスが保持するNWA南部ヘビー級王座に挑戦して勝利し、ベルトを奪取した。同日にはクリフ・コンプトンとも対戦して勝利している。しかし、怪我の影響によりベルトをわずか一ヶ月間で返上した。
2014年5月16日、HOG（House of Glory）にてアメージング・レッドとタッグを組んでHOGタッグチーム王座を保持するヤング・バックスに挑戦して勝利し、ベルトを奪取した。
現在はNWAにてスタッフとして活躍している。そして、新しく始まったNWAの番組POWERに姿が確認されている。

## その他
- TNAに入団後、ビル・ゴールドバーグが作り上げた173連勝に基づく連勝無敗のギミックが使われていたが、レスリング技術などに問題がありOVWに降格したため頓挫した。
- 副業としてパーソナルトレーナーを務めている。
- 現在大学にも通学しており、テネシー州のオースティン・ペイ大学にて経営管理論を受講している。

## 得意技

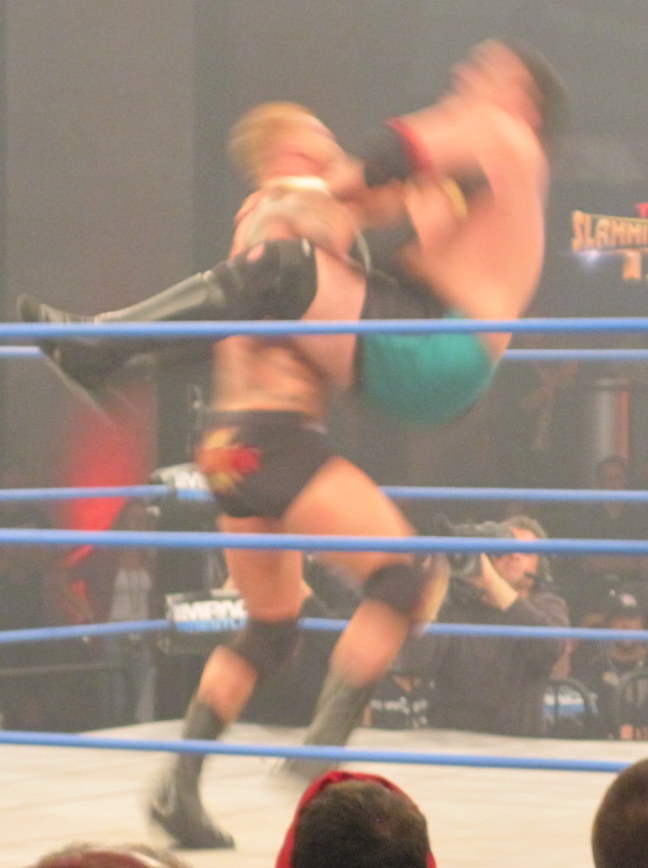
サモア・ジョーへのレッド・スカイ

- レッド・アラート

フィニッシャーとして使われているスウィンギング・サイドスラム。インディー団体ではマーシー・キルの技名で使われる。
- レッド・スカイ

正面から相手の両腋を掴んで高く抱え上げ、相手の腰に腕を持ち替えてからのスパイン・ボム
- ダブルアームDDT
- スピアー
- エクスプロイダー

## 獲得タイトル
TNA
- TNA世界タッグチーム王座 : 1回

w / マット・モーガン
NWA
- NWAミッドアメリカンTV王座 : 1回

OVW
- OVWヘビー級王座 : 1回

HOG
- HOGタッグチーム王座 : 1回

w / アメージング・レッド